# Augenthal (Marktl)
Augenthal ist ein Ortsteil des Marktes Marktl im oberbayerischen Landkreis Altötting.
Der Weiler liegt etwa 2,5 Kilometer nordöstlich des Hauptortes Marktl und ist von landwirtschaftlichen Flächen umgeben. Historisch gehörte Augenthal bis zum 31. Dezember 1971 zur eigenständigen Gemeinde Marktlberg. Im Zuge der Gebietsreform in Bayern wurde Marktlberg am 1. Januar 1972 nach Marktl eingemeindet, wodurch Augenthal seither ein Ortsteil von Marktl ist. 
Ein bemerkenswertes Baudenkmal in Augenthal ist das Bauernhaus des Dreiseithofes in Augenthal 16. Es handelt sich um einen Rottaler Bauernhaustyp mit verschaltem Obergeschoss-Blockbau und Giebelschroten aus der ersten Hälfte des 19. Jahrhunderts. Westlich davon befindet sich eine Hütte mit Bundwerk und Schrot, ebenfalls aus der ersten Hälfte des 19. Jahrhunderts.
In Augenthal ist ein Bauunternehmen ansässig, das 1949 gegründet wurde und sich seit mehreren Generationen in Familienbesitz befindet. 
Die Einwohnerzahl von Augenthal betrug  120 Personen im Jahr 1961, während sie 1987 auf 71 Personen zurückging.